# Henan Zuqiu Julebu
L'Henan Zuqiu Julebu (河南足球俱樂部S, Hénán Zúqiú JùlèbùP), a volte tradotto con Henan Football Club e precedentemente conosciuto come Henan Jianye Zuqiu Julebu o Henan Songshan Longmen Zuqiu Julebu è una società calcistica cinese con sede a Zhengzhou, nella provincia di Henan, in Cina. Partecipa alla Chinese Super League. Il club precedente si chiamava Henan Sheng Zuqiu Dui e risaliva al 1958, mentre l'attuale squadra è stata istituita il 27 agosto 1994. Il club non ha mai vinto lo scudetto e il miglior piazzamento ottenuto dalla squadra è stato il terzo posto nel 2009.

## Denominazione
- Dal 1958 al 1994: Henan Sheng Zuqiu Dui (河南省足球队S; Henan Provincial Football Team)
- Dal 1994 al 2020: Henan Jianye Zuqiu Julebu (河南建业足球俱乐部S; Henan Construction Football Club)
- Nel 2021: Henan Songshan Longmen Zuqiu Julebu (河南松山龙门足球俱樂部S; Henan Songshan Longmen Football Club)
- Dal 2022: Henan Zuqiu Julebu (河南足球俱樂部S; Henan Football Club)

## Storia
Lo Henan Sheng Zuqiu Dui fu fondato nel 1958 con lo scopo di partecipare ai Giochi Nazionali cinesi del 1959, per poi essere ammesso nel campionato di calcio cinese in progressivo allargamento. La squadra militò per molti anni nella seconda divisione, eccetto una breve parentesi alla fine degli anni '70 quando l'organico del campionato fu ampliato. Con l'istituzione della terza serie, la squadra retrocesse nel 1981 ma fu in grado di risalire già l'anno seguente. Nel 1985, la squadra guadagnò la promozione in prima divisione, dove militò fino alla retrocessione del 1988.
A partire dal 1994 l'intero sistema calcistico cinese diventò professionistico. Lo Jianye Residential Group acquistò il 40% dell'Henan Sheng, cambiandone il nome in "Henan Jianye". La transizione al professionismo fu però difficile e la squadra retrocesse in terza divisione. Ancora una volta dovettero guadagnarsi la promozione, che avvenne con il secondo posto del 1995. Il club mantenne la categoria fino al 1998 quando retrocesse in terza divisione. Il 15 gennaio 1999 la Henan Jianye Real Estate Development assunse il controllo del 100% del club; grazie a una solida base economica, l'Henan vinse immediatamente il campionato tornando in seconda divisione.
Il club guadagnò la promozione in Super League al termine della stagione 2006 con la vittoria del titolo. Per il ritorno nella massima categoria, l'Henan assunse l'esperto Pei Encai come allenatore. Pei guidò la squadra alla dodicesima posizione in classifica, evitando la retrocessione nonostante la sconfitta contro il Changchun Yatai per 3-2. Le aumentate aspettative per il campionato seguente causarono l'avvicendamento di molti allenatori, fino all'arrivo di Tang Yaodong. La sua nomina fu un grande successo tanto che nel 2009 fu in grado di condurre la squadra fino al terzo posto, che è il miglior risultato nella storia del club.
Il terzo posto in classifica permise al club la loro prima e unica presenza nella AFC Champions League nel 2010. L'Henan terminò il suo girone con tre pareggi e tre sconfitte. Dopo quell'anno i risultati del club peggiorarono: il 2011 si concluse con la tredicesima posizione mentre nel 2012 la squadra retrocesse. 
L'Henan richiamò Tang Yaodong che riportò il club in Super League. Ciò nonostante, Tang rassegnò le dimissioni nel 2014 a causa delle prestazioni insoddisfacenti della squadra venendo sostituito da Jia Xiuquan. La squadra lottò duramente contro il Beijing Guoan nell'ultima partita della stagione. Un pareggio senza reti aiutò la squadra a salvarsi e a rimanere in Super League per 1 punto. Nel 2021 raggiunge per la prima volta nella sua storia la semifinale di Coppa di Cina.

## Palmarès

### Altre competizioni
- China League One:

Promozione: 2006, 2013
- China League Two:

Promozione: 1995, 1999

## Organico

### Rosa 2022
| N. |                          | Ruolo | Calciatore                                 |
| -- | ------------------------ | ----- | ------------------------------------------ |
| 1  | Cina (bandiera)          | P     | Shi Chenglong                              |
| 3  | Cina (bandiera)          | C     | Zhao Yuhao (in prestito dall'Hebei)        |
| 4  | Cina (bandiera)          | D     | Luo Xin                                    |
| 5  | Cina (bandiera)          | D     | Gu Cao                                     |
| 6  | Cina (bandiera)          | D     | Wang Shangyuan                             |
| 7  | Brasile (bandiera)       | A     | Fernando Karanga                           |
| 8  | Taipei cinese (bandiera) | C     | Tim Chow                                   |
| 9  | Brasile (bandiera)       | A     | Henrique Dourado                           |
| 10 | Sierra Leone (bandiera)  | A     | Buya Turay                                 |
| 11 | Cina (bandiera)          | D     | Ke Zhao                                    |
| 13 | Cina (bandiera)          | D     | Abduwali Ablet                             |
| 15 | Cina (bandiera)          | C     | Du Zhixuan                                 |
| 16 | Cina (bandiera)          | A     | Kyum Parmanjan (in prestito dal Guangzhou) |
| 17 | Cina (bandiera)          | P     | Wu Yan                                     |
| 18 | Cina (bandiera)          | C     | Yang Guoyuan                               |
| 19 | Cina (bandiera)          | P     | Wang Guoming                               |

| N. |                                 | Ruolo | Calciatore                                      |
| -- | ------------------------------- | ----- | ----------------------------------------------- |
| 20 | Cina (bandiera)                 | A     | Feng Boxuan (in prestito dal Guangzhou)         |
| 21 | Cina (bandiera)                 | C     | Chen Keqiang                                    |
| 22 | Cina (bandiera)                 | C     | Song Boxuan                                     |
| 23 | Bosnia ed Erzegovina (bandiera) | D     | Toni Šunjić                                     |
| 25 | Cina (bandiera)                 | A     | Chen Hao                                        |
| 26 | Cina (bandiera)                 | D     | Liu Jiahui                                      |
| 27 | Cina (bandiera)                 | D     | Niu Ziyi                                        |
| 28 | Cina (bandiera)                 | C     | Ma Xingyu                                       |
| 29 | Brasile (bandiera)              | C     | Ivo                                             |
| 30 | Cina (bandiera)                 | C     | Zhong Jinbao                                    |
| 31 | Cina (bandiera)                 | D     | Huang Chuang                                    |
| 32 | Cina (bandiera)                 | C     | Han Dong                                        |
| 33 | Cina (bandiera)                 | D     | Dilmurat Mawlanyaz                              |
| 36 | Cina (bandiera)                 | C     | Tursunjan Ahmat (in prestito dallo Hubei Istar) |
| 62 | Cina (bandiera)                 | P     | Wang Haoran                                     |
| 65 | Cina (bandiera)                 | P     | Hu Binghan                                      |
| 81 | Cina (bandiera)                 | P     | Zheng Junwei                                    |

### Rosa 2021
| N. |                          | Ruolo | Calciatore                                   |
| -- | ------------------------ | ----- | -------------------------------------------- |
| 1  | Cina (bandiera)          | P     | Shi Chenglong                                |
| 3  | Cina (bandiera)          | C     | Zhao Yuhao (in prestito dall'Hebei)          |
| 4  | Cina (bandiera)          | D     | Luo Xin                                      |
| 5  | Cina (bandiera)          | D     | Gu Cao                                       |
| 6  | Cina (bandiera)          | D     | Wang Shangyuan                               |
| 7  | Brasile (bandiera)       | A     | Fernando Karanga                             |
| 8  | Taipei cinese (bandiera) | C     | Tim Chow                                     |
| 9  | Brasile (bandiera)       | A     | Henrique Dourado                             |
| 10 | Sierra Leone (bandiera)  | A     | Buya Turay                                   |
| 11 | Cina (bandiera)          | D     | Ke Zhao                                      |
| 12 | Cina (bandiera)          | A     | Chen Pu (in prestito dallo Shandong Taishan) |
| 13 | Cina (bandiera)          | D     | Abduwali Ablet                               |
| 15 | Cina (bandiera)          | C     | Du Zhixuan                                   |
| 16 | Cina (bandiera)          | A     | Kyum Parmanjan (in prestito dal Guangzhou)   |
| 17 | Cina (bandiera)          | P     | Wu Yan                                       |
| 18 | Cina (bandiera)          | C     | Yang Guoyuan                                 |
| 19 | Cina (bandiera)          | P     | Wang Guoming                                 |

| N. |                                 | Ruolo | Calciatore                                      |
| -- | ------------------------------- | ----- | ----------------------------------------------- |
| 20 | Cina (bandiera)                 | A     | Feng Boxuan (in prestito dal Guangzhou)         |
| 21 | Cina (bandiera)                 | C     | Chen Keqiang                                    |
| 22 | Cina (bandiera)                 | C     | Song Boxuan                                     |
| 23 | Bosnia ed Erzegovina (bandiera) | D     | Toni Šunjić                                     |
| 25 | Cina (bandiera)                 | A     | Chen Hao                                        |
| 26 | Cina (bandiera)                 | D     | Liu Jiahui                                      |
| 27 | Cina (bandiera)                 | D     | Niu Ziyi                                        |
| 28 | Cina (bandiera)                 | C     | Ma Xingyu                                       |
| 29 | Brasile (bandiera)              | C     | Ivo                                             |
| 30 | Cina (bandiera)                 | C     | Zhong Jinbao                                    |
| 31 | Cina (bandiera)                 | D     | Huang Chuang                                    |
| 32 | Cina (bandiera)                 | C     | Han Dong                                        |
| 33 | Cina (bandiera)                 | D     | Dilmurat Mawlanyaz                              |
| 36 | Cina (bandiera)                 | C     | Tursunjan Ahmat (in prestito dallo Hubei Istar) |
| 62 | Cina (bandiera)                 | P     | Wang Haoran                                     |
| 65 | Cina (bandiera)                 | P     | Hu Binghan                                      |
| 81 | Cina (bandiera)                 | P     | Zheng Junwei                                    |

### Rosa 2020
| N. |                          | Ruolo | Calciatore         |
| -- | ------------------------ | ----- | ------------------ |
| 1  | Cina (bandiera)          | P     | Shi Chenglong      |
| 2  | Cina (bandiera)          | D     | Guo Jing           |
| 3  | Cina (bandiera)          | D     | Zhang Wentao       |
| 4  | Cina (bandiera)          | D     | Han Xuan           |
| 5  | Cina (bandiera)          | D     | Gu Cao             |
| 6  | Cina (bandiera)          | D     | Wang Shangyuan     |
| 7  | Brasile (bandiera)       | A     | Fernando Karanga   |
| 8  | Taipei cinese (bandiera) | C     | Tim Chow           |
| 9  | Brasile (bandiera)       | A     | Henrique Dourado   |
| 10 | Camerun (bandiera)       | A     | Christian Bassogog |
| 11 | Cina (bandiera)          | D     | Ke Zhao            |
| 12 | Cina (bandiera)          | A     | Du Changjie        |
| 13 | Cina (bandiera)          | D     | Abduwali Ablet     |
| 14 | Corea del Sud (bandiera) | C     | Kim Sung-hwan      |
| 15 | Cina (bandiera)          | C     | Ni Yusong          |
| 16 | Cina (bandiera)          | C     | Yang Kuo           |

| N. |                    | Ruolo | Calciatore    |
| -- | ------------------ | ----- | ------------- |
| 17 | Cina (bandiera)    | P     | Wu Yan        |
| 18 | Cina (bandiera)    | D     | Song Haiwang  |
| 19 | Cina (bandiera)    | P     | Wang Guoming  |
| 20 | Cina (bandiera)    | C     | Feng Boxuan   |
| 21 | Cina (bandiera)    | C     | Chen Keqiang  |
| 22 | Cina (bandiera)    | C     | Song Boxuan   |
| 24 | Cina (bandiera)    | C     | Sun Longxiang |
| 25 | Cina (bandiera)    | A     | Chen Hao      |
| 27 | Cina (bandiera)    | D     | Niu Ziyi      |
| 28 | Cina (bandiera)    | C     | Ma Xingyu     |
| 29 | Brasile (bandiera) | C     | Ivo           |
| 30 | Cina (bandiera)    | C     | Zhong Jinbao  |
| 31 | Cina (bandiera)    | D     | Huang Chuang  |
| 32 | Cina (bandiera)    | C     | Yuan Ye       |
| 34 | Cina (bandiera)    | D     | Luo Xin       |

### Rosa 2019
| N. |                      | Ruolo | Calciatore               |
| -- | -------------------- | ----- | ------------------------ |
| 2  | Cina (bandiera)      | C     | Long Cheng               |
| 3  | Cina (bandiera)      | D     | Li Xiaoming              |
| 4  | Danimarca (bandiera) | D     | Edigeison Gomes          |
| 5  | Cina (bandiera)      | D     | Gu Cao                   |
| 6  | Cina (bandiera)      | C     | Zhuoyi Feng              |
| 8  | Cina (bandiera)      | C     | Yin Hongbo               |
| 10 | Brasile (bandiera)   | C     | Ivo                      |
| 11 | Cina (bandiera)      | C     | Mou Shantao              |
| 12 | Cina (bandiera)      | P     | Wang Guoming             |
| 13 | Cina (bandiera)      | C     | Abduwal Ablet            |
| 14 | Cina (bandiera)      | C     | Murehemaitijiang Mozhapa |
| 16 | Cina (bandiera)      | C     | Yang Kuo                 |
| 17 | Cina (bandiera)      | P     | Wu Yan                   |
| 18 | Cina (bandiera)      | A     | Liang Yu                 |

| N. |                       | Ruolo | Calciatore         |
| -- | --------------------- | ----- | ------------------ |
| 19 | Cina (bandiera)       | D     | Zhang Ke           |
| 20 | Svezia (bandiera)     | A     | Osman Sow          |
| 21 | Cina (bandiera)       | C     | Pan Jiajun         |
| 23 | Cina (bandiera)       | C     | Wang Fei           |
| 24 | Cina (bandiera)       | A     | Zhang Shuai        |
| 25 | Cina (bandiera)       | A     | Chen Hao           |
| 26 | Cina (bandiera)       | D     | Luo Heng           |
| 27 | Cina (bandiera)       | D     | Lu Yao             |
| 28 | Cina (bandiera)       | P     | Wei Peng           |
| 30 | Cina (bandiera)       | C     | Zhong Jinbao       |
|    | Camerun (bandiera)    | C     | Christian Bassogog |
|    | Portogallo (bandiera) | A     | Orlando Sá         |
|    | Portogallo (bandiera) | A     | Ricardo Vaz Tê     |